# Sandra Klemenschitsová
Sandra Klemenschitsová (* 13. listopadu 1982) je rakouská profesionální tenistka. Ve své dosavadní kariéře na okruhu WTA Tour nevyhrála žádný turnaj. V rámci okruhu ITF získala k říjnu 2011 pět titulů ve dvouhře a třicet šest ve čtyřhře.
Na žebříčku WTA byla nejvýše ve dvouhře klasifikována v červnu 2011 na 318. místě a ve čtyřhře pak v květnu 2011 na 81. místě.
Její dvojče Daniela Klemeschitsová je také tenistka.

## Finálové účasti na turnajích WTA Tour
| Legenda: před 2009      | Legenda: od 2009      |
| ----------------------- | --------------------- |
| Turnaje Grand Slamu (0) |                       |
| WTA Championships (0)   |                       |
| Tier I (0)              | Premier Mandatory (0) |
| Tier II (0)             | Premier 5 (0)         |
| Tier III (0–1)          | Premier (0)           |
| Tier IV & V (0)         | International (0–1)   |

### Čtyřhra: 2 (0–2)

#### Finalistka (2)
| Č. | Datum           | Turnaj            | Povrch | Spoluhráčka                       | Vítězky                            | Výsledek |
| -- | --------------- | ----------------- | ------ | --------------------------------- | ---------------------------------- | -------- |
| 1. | 16. května 2005 | Istanbul, Turecko | antuka | Daniela Klemenschitsová           | Marta Marrerová Ant. Serra Zanetti | 6–4, 6–0 |
| 2. | 18. dubna 2011  | Fès, Maroko       | antuka | Andrea Hlaváčková Renata Voráčová | Nina Bratčikovová                  | 6–3, 6–4 |

## Finálové účasti na turnajích okruhu ITF
| $100,000 tournaments |
| $75,000 tournaments  |
| $50,000 tournaments  |
| $25,000 tournaments  |
| $10,000 tournaments  |

### Dvouhra

#### Vítězka
| Č. | Datum          | Turnaj      | Povrch | Finalistka               | Výsledek                   |
| -- | -------------- | ----------- | ------ | ------------------------ | -------------------------- |
| 1  | 6. srpna 2000  | Rabat       | antuka | Jekatěrina Kožokinová    | 7–5, 6–1                   |
| 2  | 8. října 2000  | Káhira      | antuka | Zuzana Kučová            | 1–4, 2–4, 4–1, 5–4, (4)5–3 |
| 3  | 29. dubna 2001 | Bournemouth | antuka | Natalia Jegorovová       | 4–6, 6–2, 6–0              |
| 4  | 21. října 2001 | Gíza        | antuka | Goulnara Fattakhetdinova | 6–3, 6–3                   |
| 5  | 15. ledna 2005 | Dubaj       | tvrdý  | Kyra Nagyová             | 6–4, 6–1                   |